# Benjamin Collins Brodie
Benjamin Collins Brodie (Winterslow, 9 giugno 1783 – Betchworth, 21 ottobre 1862) è stato un chirurgo e fisiologo inglese.
Fu presidente del Royal College of Surgeons dal 1837, presidente inaugurale del General Medical Council dal 1858 al 1860 e presidente della Royal Society dal 1858 al 1861, primo chirurgo a ricevere questo onore. Noto anche per essere stato chirurgo personale di re Giorgio IV dal 1828 al 1830 e poi del suo successore Guglielmo IV.

## Biografia

### Infanzia e adolescenza
Nacque nel 1783 a Winterslow vicino a Salisbury, Wiltshire. Quarto di sei figli venne educato in casa dal padre, il Rettore della parrocchia locale, Peter Bellinger Brodie, esperto di letteratura e studioso di greco e latino. Sua madre era figlia di Benjamin Collins, un banchiere di Salisbury. Durante il periodo del primo percorso educativo Brodie non manifestò particolare interesse per il mondo della medicina, ma fu suo padre a indirizzarlo verso quel tipo di studi. Nel 1801 si recò a Londra dove frequentò la Charterhouse School e seguì le lezioni di anatomia di John Abernethy presso il St Bartholomew's Hospital. Nel 1802 iniziò i suoi studi di anatomia presso la Hunterian School effettuando diverse dissezioni sotto la supervisione del professore James Wilson. Apprese le nozioni base di chimica e composizione di medicinali lavorando in una farmacia vicino a Leicester Square. Nel 1803 divenne assistente chirurgo (assistant surgeon) del cognato di John Hunter, Sir Everard Home, presso il St.George's Hospital.
Ricoprì questo incarico per tre mesi prima di dimettersi ed iniziare un doppio ruolo come co-docente di anatomia insieme a James Wilson presso la Hunterian School e come assistente di Heverard Home, portando avanti ricerche di anatomia comparata. Proseguì queste due attività per altri due anni e mezzo, periodo in cui ebbe contatti con scienziati di spicco tra cui Joseph Banks (1744 - 1820) e Humphry Davy (1778 - 1829).
Nel 1808 accettò l'incarico di vice chirurgo presso lo stesso St.George' s Hospital.
In questo periodo portò avanti le sue ricerche originali di fisiologia, tra le quali spiccano quelle relative all'effetto del nervo vago sulla secrezione gastrica.

### Gli anni della maturità
Nel 1809 acquistò una casa presso Sackville Street vicino alla residenza del chirurgo Everard Home, dove intraprese la sua attività privata. Nello stesso anno fu eletto membro della “Society for the Promotion of Medical and Chirurgical Knowledge”, una società di soli dodici membri, fondata da John Hunter nel 1793. Nel 1810 fu eletto membro della Royal Society. In questo periodo pubblicò i risultati delle sue ricerche di fisiologia, frutto di studi ed esperimenti su animali, con due articoli riguardanti l'influenza del sistema nervoso sull'azione dei muscoli in generale e in particolare sul cuore (The influence of the brain on the action of heart, and the generation of animal heat); inoltre studiò gli effetti prodotti da alcuni veleni vegetali sull'organismo, come il tabacco o certi tipi di alcool (On the effects produced by certain Vegetable Poisons). Questi lavori impressionarono favorevolmente la Royal Society per cui gli fu assegnata la Copley Medal, un riconoscimento davvero prestigioso per uno studioso di soli ventotto anni.Il 21 marzo 1816 sposò Anne Sellon presso la St. James' Curch, a Londra. I successivi dieci anni li trascorse lavorando e studiando senza sosta. Decise di incrementare il proprio reddito ricoprendo il ruolo di lettore durante lezioni di anatomia presso la Hunterian School e facendo lezioni private a tre allievi. Nel 1820 fece parte del gruppo di medici che, insieme ad Astley Cooper, si occuparono di rimuovere una cisti sebacea dal cuoio capelluto del re Giorgio IV. Astley Cooper in quel periodo era uno dei chirurghi più importanti di Londra ma il trentasettenne Brodie era determinato a prendere il suo posto. Lo stesso Brodie dichiarò che Cooper, troppo sicuro di sé, cominciava a perdere la fama di cui aveva precedentemente goduto Quando a Giorgio IV successe Guglielmo IV Brodie fu nominato Sergeant-surgeon (1832) e due anni più tardi acquisì il titolo di “baronetto”.
Nel 1858 fu eletto Presidente della Royal Society e del General Medical Council.
Durante la sua carriera Brodie diede molta importanza alla conservazione delle relazioni sui casi clinici trattati, scritti che utilizzò spesso come aiuto per le diagnosi e come base su cui impostare le lezioni di anatomia. Fu proprio grazie alla preparazione di appunti scrupolosi che nel 1818 pubblicò “Pathological and Surgical Observations of Diseases of the Joints”, opera riscritta in ben cinque edizioni, l'ultima del 1850, tradotta in varie lingue.
Dopo questo libro sulle malattie delle articolazioni la più nota opera di Brodie fu “Diseases of the Urinary Organs”, sulle malattie degli organi urinari, pubblicata per la prima volta nel 1832. In questo trattato Brodie focalizzò la sua attenzione sugli interventi chirurgici per la rimozione di calcoli, sottolineando i rischi della litotomia e suggerendo invece l'uso della litotrissia vescicale, processo che prevedeva l'inserimento di uno strumento attraverso l'uretra in grado di spezzare il calcolo in frammenti in grado di fuoriuscire attraverso le urine. Brodie non inventò la litotrissia, eseguita da Jean Civiale (1792 - 1867) nel 1823, ma giocò un ruolo significativo nel migliorare la strumentazione per il funzionamento della pratica e anche nel definire i dettagli del processo in questione.
Nel 1854 pubblicò anonimamente “ Psycological Inquiries”, articoli in forma di conversazione che miravano a illustrare le relazioni reciproche tra il funzionamento del corpo e le facoltà mentali.

### Ultimi anni

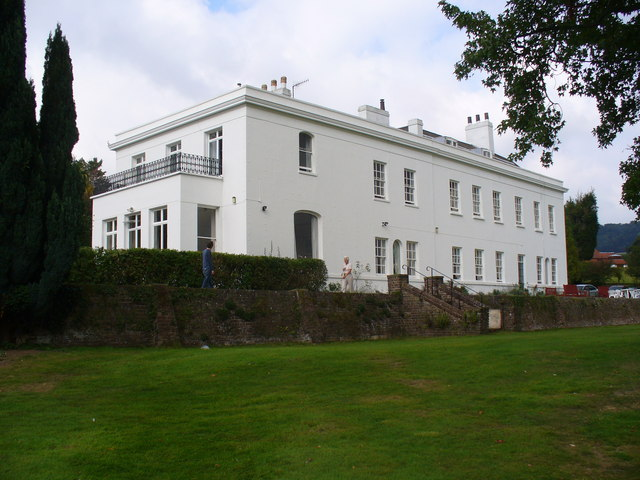
Casa dove Benjamin Collins Brodie si trasferì nel 1861(Broome Park)

Gli ultimi anni della vita di Brodie furono caratterizzati da una salute precaria con perdita progressiva della vista. Nel mese di luglio del 1860 fu sottoposto ad una iridectomia su entrambi gli occhi in seguito ad estrazione della cataratta e, successivamente, ad un'operazione per pupilla artificiale. Nonostante gli sforzi dell'oculista William Bowman (1816-1892) l'operazione non fu un successo e Brodie diventò praticamente cieco. Sotto il peso del suo handicap si dimise dalla carica di presidente del General Medical Council nel 1860 e di presidente della Royal Society nel 1861. Sua moglie morì nel luglio del 1861 così Brodie decise di lasciare Londra. Andò a vivere in una sua casa di campagna presso Broome Park, Betchworth, nel Surrey, dove trascorse i suoi ultimi mesi riorganizzando i suoi studi per delle pubblicazioni. Morì il 21 ottobre 1862, a causa di un tumore maligno alla spalla destra.

## Casi clinici di rilievo

### Tracheotomia a Isambard Kingdom Brunel
La più nota, o almeno meglio documentata, operazione di Brodie fu effettuata nel 1843, quando operò il celebre ingegnere Isambard Kingdom Brunel per la rimozione di una moneta dal suo bronco destro. Brunel aveva inghiottito la moneta durante l'esecuzione di un gioco di prestigio per alcuni bambini. L'effetto immediato fu un attacco di tosse violenta e nausea. Nei giorni successivi, cominciò ad espettorare muco tinto di sangue e a provare un forte dolore nella parte destra del petto. Scoprì che, mettendosi in posizione prona con il suo sterno appoggiato su una sedia e la testa verso il basso e il collo inclinato, poteva sentire un oggetto sciolto scivolare in avanti lungo la trachea. Fino a quando questa posizione non gli provocava un attacco di tosse convulsa, costringendolo a riprendere la posizione eretta, sentendo l'oggetto muoversi nella direzione opposta. Brunel continuò a subire forti disagi per diverse settimane prima di avvicinarsi a Brodie che, dopo una prima consultazione, lo mise in posizione prona su una piattaforma mobile rispetto ad una cerniera posizionata al centro, una specie di altalena.. Con le spalle e il corpo fissati per mezzo di cinghie, la testa di Brunel fu abbassata fino a quando la piattaforma raggiunse un angolo di circa 80 gradi. Brodie poi colpì Brunel nella speranza di rimuovere la moneta. Ripeté questa procedura più volte senza successo causando solo attacchi sempre più violenti di tosse fino a che Brodie, temendo per la vita del suo paziente, interruppe l'esperimento. Brodie era pienamente convinto che, se la moneta non fosse stata rimossa, Brunel sarebbe certamente morto. Decise quindi di effettuare una tracheotomia. Nel prendere questa decisione Brodie aveva un duplice scopo. Da un lato rendere possibile l'estrazione della moneta con una pinza e, dall'altro, far funzionare l'apertura artificiale da valvola di sicurezza consentendo la ripetizione dell'esperimento con la piattaforma mobile senza pericolo di soffocamento. Il 27 aprile 1843 Brodie, assistito dal brillante chirurgo Charles Aston Key (1793-1849) del Guy's Hospital e dal suo giovane pupillo Charles Hawkins (1812-1892), operò Brunel pienamente cosciente. Brunel fu posto su un tavolo con un cuscino sotto le spalle e la testa inclinata all'indietro e sorretta da Hawkins. Brodie aveva effettuato tracheotomia su vari animali durante i suoi esperimenti di fisiologia e, in preparazione per l'operazione a Brunel, aveva provato l'operazione su cadaveri, non trovando alcuna difficoltà ad estrarre una moneta dai bronchi. Tuttavia, anche se Brodie eseguì la tracheotomia senza difficoltà, i suoi tentativi di inserire le pinze provocavano in Brunel involontari spasmi convulsi e parossismi di tosse. Dopo vari tentativi falliti l'operazione fu temporaneamente abbandonata per paura di causare danni accidentali ma fatali al paziente. Un ulteriore tentativo per rimuovere la moneta fu fatto il 2 maggio con risultati identici e così non ne furono più fatti. Si decise di consentire a Brunel di recuperare fino a quando non fosse fisicamente abbastanza forte per essere collocato di nuovo sulla piattaforma. Nel frattempo, la ferita risultante dalla tracheotomia fu tenuta aperta introducendo regolarmente una sonda. Il 13 maggio Brunel si era sufficientemente ristabilito da sottoporsi a una nuova sessione sulla piattaforma e in questa occasione la procedura ebbe successo. La moneta uscì dal bronco senza difficoltà. Brunel ebbe un recupero completo e rapido.

### Infiammazione della membrana sinoviale
Dal 1803 al 1861 Brodie lavorò al St. George's Hospital (Londra) dove analizzò differenti casi clinici. Tra questi ci fu uno in particolare che attirò la sua attenzione: un uomo di mezza età ricoverato nel settembre 1810 a causa di un dolore al ginocchio. Brodie visitò il paziente e si accorse che il ginocchio era gonfio, rigido e che conteneva fluido nella sua cavità. L'infiammazione era estesa anche alla parte anteriore della coscia dietro la porzione inferiore dei muscoli flessori. Brodie provò ad alleviare il rossore con l'utilizzo di particolari linimenti riuscendoci in parte. Dopo circa due mesi di ricovero il paziente fu colpito da una febbre improvvisa apparentemente non connessa al dolore dell'articolazione e morì. Esaminando l'articolazione colpita Brodie notò che la membrana sinoviale si era ingrandita di circa un pollice e mezzo, che aveva effuso dalla superficie interna una certa quantità di linfa di colore rosso scuro. Questi ultimi dati raccolti permisero a Brodie di capire che probabilmente a causare l'infiammazione era stato il freddo e l'umidità.

## L'approccio alla professione medica
Anche se le opere scritte di Brodie contengono passaggi di speculazione filosofica, il suo approccio è soprattutto pratico, si potrebbe dire quasi utilitaristico. Pur riconoscendo l'indubbio valore della medicina, tuttavia ne riconobbe i limiti. Come disse ai suoi studenti del St. George's Hospital: 
(Benjamin Collins Brodie)
Brodie si distinse come chirurgo anche se le sue operazioni non furono un esempio di alta chirurgia. Possedeva invece una grande capacità di diagnosi ed era un insegnante dotato di una dialettica chiara ed elegante. Raggiunse i suoi traguardi grazie al contributo di un buon livello di intelligenza e al bagaglio di esperienza in campo chirurgico. Ebbe una mente singolare e un carattere forte, libero da qualsiasi influenza esterna. Fu cosciente delle sue capacità e visse con lo scopo di far diminuire la sofferenza umana, senza risparmiarsi nel lavoro. Come uomo di scienza voleva arrivare alla verità; con sue ricerche; valorizzò la tradizione della saggezza e della dedizione completa al lavoro, ponendole come basi della conoscenza in campo medico e chirurgico. A proposito di Brodie Sir Henry Acland disse: 
(Sir Henry Acland)

### Considerazioni sull'anestesia
Brodie non fu mai favorevole all'utilizzo dell'anestesia durante le operazioni chirurgiche, proprio come molti medici della prima metà del XIX secolo, forse perché la maggior parte della carriera di Brodie come chirurgo si sviluppò nel periodo immediatamente precedente la diffusa introduzione dell'anestesia generale (1846). I suoi interventi chirurgici erano necessariamente limitati e il suo approccio generale alla chirurgia conservativo piuttosto che eroico. Per Brodie, tutti gli interventi, anche di minore entità, portavano con sé il rischio di morte. A questo proposito egli disse in una conferenza ai suoi studenti del St. George's Hospital:
(Benjamin Collins Brodie)

Brodie stesso dichiarò che i suoi pazienti spesso preferivano rimanere svegli e non essere anestetizzati. Questo era un vantaggio anche per il chirurgo, che: 
(Benjamin Collins Brodie)

## Eponimi
- Cisti sierosa o tumore di Brodie: tumore benigno della mammella con accrescimento rapido dopo la pubertà (fibroadenoma gigante).[18]
- Ascesso di Brodie: cavità ossea circondata da tessuto fibroso di carattere infettivo. Il termine fu utilizzato, inizialmente, per denominare gli ascessi tubercolotici dell'estremità vicina alla tibia.[19]
- Ginocchio di Brodie: ginocchio rigido per causa isterica. Con il tempo il termine si è adattato a una forma particolare di infiammazione cronica.
- Complesso di Brodie: infiammazione della mucosa anale che si caratterizza attraverso emorroidi, fistole e ferita anale.[20]

## Opere
- The influence of the brain on the action of heart and the generation of animal heat, Tratto da Philosophical transactions of the Royal society of London 1876 Vol.102 pg.378.
- On the effects produced by certain Vegetable Poisons, Tratto da Philosophical transactions of the Royal society of London 1876 Vol.102 pg 205-227.
- Experiments and observations of the nerves of the eight pair on the secretions of the stomach, Phil Trans 1814.
- Pathological and Surgical Observations of Diseases of the Joints, London 1818. Longman, Hurst, Rees, Orme & Brown.
- Diseases of the Urinary Organs, London 1832, Longman, Rees, Orme, Brown, Green & Longman.
- An account of some cases of chronic abcess of the tibia, London 1832.
- Lectures on diseases of the rectum. III. Preternatural contaction of the sphinter ani London Medical Gazette 1835
- Lectures illustrative of certain local nervous affections, London, Longman 1837.
- Lectures on sero-cystic tumor of the breast, London. Medical Gazette 1839.
- Clinical lectures on Surgery. Delivered at St. George's Hospital, Philadelphia. Lea & Blanchard 1846.
- Lectures illustrative of various subjects in pathology and surgery, London. Longman 1846.
- Psycological Inquiries, London 1854, Longman, Green, Longman& Ro.